# Liste der Hochhäuser in Oregon
In der Liste der Hochhäuser in Oregon werden die Hochhäuser im US-Bundesstaat Oregon ab einer strukturellen Höhe von 50 Metern aufgezählt. Das bedeutet die Höhe bis zum höchsten Punkt des Gebäudes ohne Antenne. Aufgezählt werden nur fertiggestellte und im Bau befindliche Gebäude.

## Auflistung der Hochhäuser nach Höhe
| Nr. | Name                             | Stadt     | Höhe    | Etagen | Baujahr | Status |
| --- | -------------------------------- | --------- | ------- | ------ | ------- | ------ |
| 1.  | Wells Fargo Center               | Portland  | 166,4 m | 41     | 1972    | Erbaut |
| 2.  | US Bancorp Tower                 | Portland  | 163,4 m | 42     | 1983    | Erbaut |
| 3.  | KOIN Center                      | Portland  | 155,2 m | 35     | 1984    | Erbaut |
| 4.  | Park Avenue West Tower           | Portland  | 153 m   | 33     | 2015    | Erbaut |
| 5.  | Pacwest Center                   | Portland  | 127,4 m | 30     | 1984    | Erbaut |
| 6.  | Fox Tower                        | Portland  | 113,4 m | 27     | 2000    | Erbaut |
| 7.  | Standard Insurance Center        | Portland  | 111,9 m | 27     | 1970    | Erbaut |
| 8.  | The John Ross Tower              | Portland  | 99,1 m  | 32     | 2007    | Erbaut |
| =   | Mirabella Portland               | Portland  | 99,1 m  | 30     | 2010    | Erbaut |
| =   | The Ardea                        | Portland  | 99,1 m  | 30     | 2008    | Erbaut |
| 11. | Congress Center                  | Portland  | 97,8 m  | 23     | 1980    | Erbaut |
| 12. | Mark O. Hatfield US Courthouse   | Portland  | 96,3 m  | 16     | 1997    | Erbaut |
| 13. | ODS Tower                        | Portland  | 93,9 m  | 24     | 1999    | Erbaut |
| 14. | Grant Tower                      | Portland  | 89,8 m  | 26     | 1975    | Erbaut |
| 15. | Lloyd Center Tower               | Portland  | 88,4 m  | 20     | 1981    | Erbaut |
| 16. | 1000 Broadway                    | Portland  | 87,8 m  | 23     | 1991    | Erbaut |
| 17. | 735 St. Clair                    | Portland  | 86,4 m  | 25     | 1964    | Erbaut |
| 18. | Justice Center                   | Portland  | 84,6 m  | 18     | 1983    | Erbaut |
| 19. | Portland Plaza                   | Portland  | 82,9 m  | 25     | 1973    | Erbaut |
| =   | The Meriwether                   | Portland  | 82,9 m  | 24     | 2006    | Erbaut |
| 21. | One Main Place                   | Portland  | 82,3 m  | 20     | 1980    | Erbaut |
| =   | Green-Wyatt Federal Building     | Portland  | 82,3 m  | 18     | 1975    | Erbaut |
| 23. | Union Bank of California Tower   | Portland  | 81,7 m  | 15     | 1969    | Erbaut |
| 24. | Indigo 12 West                   | Portland  | 81,1 m  | 22     | 2009    | Erbaut |
| 25. | Umpqua Bank Plaza                | Portland  | 80,2 m  | 19     | 1975    | Erbaut |
| 26. | 200 Market                       | Portland  | 78,3 m  | 19     | 1973    | Erbaut |
| 27. | Harrison West Condominium Tower  | Portland  | 78 m    | 25     | 1965    | Erbaut |
| 28. | Benson Tower                     | Portland  | 76,2 m  | 26     | 2007    | Erbaut |
| 29. | Madison Tower                    | Portland  | 76 m    | 22     | 1980    | Erbaut |
| 30. | Atwater Place                    | Portland  | 75,3 m  | 23     | 2008    | Erbaut |
| 31. | Harrison South Condominium Tower | Portland  | 74,7 m  | 24     | 1966    | Erbaut |
| =   | Harrison East Condominium Tower  | Portland  | 74,7 m  | 22     | 1966    | Erbaut |
| =   | Liberty Centre                   | Portland  | 74,7 m  | 18     | 1997    | Erbaut |
| =   | Bank of America Center           | Portland  | 74,7 m  | 18     | 1987    | Erbaut |
| 35. | Kaiser Permanente Building       | Portland  | 73,8 m  | 16     | 1974    | Erbaut |
| 36. | Hilton Portland Hotel            | Portland  | 73,5 m  | 22     | 1962    | Erbaut |
| 37. | Ladd Tower                       | Portland  | 73,2 m  | 23     | 2009    | Erbaut |
| 38. | Hilton Executive Tower           | Portland  | 72,9 m  | 20     | 2002    | Erbaut |
| 39. | Pioneer Tower                    | Portland  | 71,6 m  | 17     | 1990    | Erbaut |
| 40. | Portland Marriott City Center    | Portland  | 70,7 m  | 20     | 1999    | Erbaut |
| 41. | Portland Building                | Portland  | 70,4 m  | 15     | 1982    | Erbaut |
| 42. | Riva on the Park                 | Portland  | 70,1 m  | 22     | 2009    | Erbaut |
| =   | World Trade Center               | Portland  | 70,1 m  | 17     | 1975    | Erbaut |
| 44. | The Westin Portland              | Portland  | 69,3 m  | 19     | 1999    | Erbaut |
| 45. | Lloyd 700 Building               | Portland  | 68,7 m  | 16     | 1970    | Erbaut |
| 46. | The Metropolitan Condos          | Portland  | 68,6    | 19     | 2007    | Erbaut |
| 47. | Center for Health & Healing      | Portland  | 68,4 m  | 16     | 2006    | Erbaut |
| 48. | One Main                         | Portland  | 68,2 m  | 16     | 2008    | Erbaut |
| 49. | Standard Insurance Plaza         | Portland  | 67,7 m  | 16     | 1963    | Erbaut |
| 50. | Pacific First Center             | Portland  | 67,2 m  | 16     | 1981    | Erbaut |
| 51. | Eliot Tower                      | Portland  | 67,1 m  | 18     | 2006    | Erbaut |
| =   | Public Service Building          | Portland  | 67,1 m  | 16     | 1927    | Erbaut |
| 53. | Ya Po Ah Terrace                 | Eugene    | 64,6 m  | 18     | 1968    | Erbaut |
| 54. | Columbia Square                  | Portland  | 64,4 m  | 15     | 1980    | Erbaut |
| 55. | First and Main                   | Portland  | 64,1 m  | 15     | 2010    | Erbaut |
| 56. | Meier & Frank Square             | Portland  | 63,7 m  | 15     | 1932    | Erbaut |
| 57. | Oregon Convention Center         | Portland  | 63,4 m  | 4      | 1990    | Erbaut |
| 58. | American Bank Building           | Portland  | 63,1 m  | 15     | 1913    | Erbaut |
| 59. | Lincoln Tower                    | Portland  | 62,2 m  | 18     | 1972    | Erbaut |
| 60. | OHSU Hospital                    | Portland  | 60,7 m  | 14     | 1953    | Erbaut |
| 61. | Peter O. Kohler Pavilion         | Portland  | 60,6 m  | 14     | 2006    | Erbaut |
| =   | Hatfield Research Center         | Portland  | 60,6 m  | 14     | 1998    | Erbaut |
| 63. | Yeon Building                    | Portland  | 59,1 m  | 15     | 1911    | Erbaut |
| =   | Commonwealth Building            | Portland  | 59,1 m  | 14     | 1947    | Erbaut |
| 65. | Rose Schnitzer Tower             | Portland  | 59 m    | 17     | 1980    | Erbaut |
| 66. | The Fontaine                     | Portland  | 58,7 m  | 17     | 1966    | Erbaut |
| 67. | 511 Building                     | Portland  | 56,4 m  | 14     | 1957    | Erbaut |
| =   | The Civic Tower                  | Portland  | 56,4 m  | 16     | 2007    | Erbaut |
| =   | Cascade Building                 | Portland  | 56,4 m  | 12     | 1926    | Erbaut |
| 70. | Providence St. Vincent Hospital  | Beaverton | 56,3 m  | 13     | 1971    | Erbaut |
| 71. | 300 Building                     | Portland  | 55,8 m  | 13     | 1980    | Erbaut |
| 72. | One Pacific Square               | Portland  | 55,5 m  | 13     | 1983    | Erbaut |
| 73. | Biomedical Research Building     | Portland  | 55,4 m  | 12     | 2006    | Erbaut |
| 74. | The Elizabeth                    | Portland  | 55,3 m  | 16     | 2005    | Erbaut |
| =   | Goose Hollow Tower               | Portland  | 55,3 m  | 16     | 1972    | Erbaut |
| =   | Holladay Park Plaza              | Portland  | 55,3 m  | 16     | 1967    | Erbaut |
| 77. | 937 Condominiums                 | Portland  | 54,8 m  | 16     | 2008    | Erbaut |
| 78. | Olive Plaza                      | Eugene    | 54,7 m  | 13     |         | Erbaut |
| =   | Asa Lofts                        | Portland  | 54,7 m  | 16     | 2008    | Erbaut |
| =   | The Paramount Portland           | Portland  | 54,7 m  | 15     | 1999    | Erbaut |
| =   | Doubletree Hotel                 | Portland  | 54,7 m  | 15     | 1982    | Erbaut |
| 82. | The Casey                        | Portland  | 54,5 m  | 16     | 2007    | Erbaut |
| 83. | The Encore                       | Portland  | 53,3 m  | 16     | 2009    | Erbaut |
| =   | Cyan                             | Portland  | 53,3 m  | 16     | 2009    | Erbaut |
| =   | The Louisa                       | Portland  | 53,3 m  | 16     | 2005    | Erbaut |
| =   | Weatherly Building               | Portland  | 53,3 m  | 12     | 1928    | Erbaut |
| 87. | Oregon State Capitol             | Salem     | 52,9 m  | 4      | 1938    | Erbaut |
| 88. | Calaroga Terrace                 | Portland  | 52,1 m  | 15     | 1967    | Erbaut |
| 89. | The Pinnacle                     | Portland  | 51,8 m  | 15     | 2005    | Erbaut |
| =   | The Henry                        | Portland  | 51,8 m  | 15     | 2004    | Erbaut |
| =   | Ondine                           | Portland  | 51,8 m  | 15     | 1966    | Erbaut |
| =   | Vue Apartments                   | Portland  | 51,8 m  | 15     | 1951    | Erbaut |
| 93. | Oregon State Office Building     | Portland  | 51,5 m  | 12     | 1992    | Erbaut |
| =   | Spalding Building                | Portland  | 51,5 m  | 12     | 1911    | Erbaut |
| 95. | The Wyatt                        | Portland  | 51,1 m  | 15     | 2008    | Erbaut |
| 96. | Portland Marriott Downtown       | Portland  | 50,9 m  | 16     | 1980    | Erbaut |
| 97. | Patterson Towers                 | Eugene    | 50,5 m  | 12     | 1964    | Erbaut |